# Тачановские
Тачановские (пол. Kategoria:Taczanowscy herbu Jastrzębiec‎) — дворянский и графский род герба Ястребец.
В прежнем Серадском Воеводстве, Яков Тачановский владел поместьями: Малков-стары и новы, Лабенцице и Монколин в Калишском Воеводстве, и Бржезя в Бржеско-Куявском Воеводстве. Поместья эти в 1649 году разделили между собою сыновья его Иван, Самуил, Степан и Франциск.
В 1854 году прусский камергер Альфонс фон Тачановский (1815—1867) получил титул графа.
- Николай Тачановский (пол. Mikołaj Taczanowski‎) — ловчий Серадский (1762—1768), владел в 1759 году имением Свинине.
- Тачановский, Владислав Казимирович (1819—1890) — российский (Польша) зоолог.

Герб Ястршембец (употребляют: Тачановские) внесён в Часть 2 Гербовника дворянских родов Царства Польского, стр. 148.